# ISO 9004
ISO 9004 est une norme ISO de la famille ISO 9000. Son titre complet est : Gestion des performances durables d'un organisme - Approche de management par la qualité. 
ISO 9004 fournit des lignes directrices permettant aux organismes de réaliser des performances durables par une approche de management par la qualité. Elle s'applique à tout organisme, quels que soient sa taille, son type et son activité.
ISO 9004 n'est pas destinée à être utilisée dans un cadre réglementaire, contractuel ou de certification.